# フォーメーションサッカー
『フォーメーションサッカー』は、PCエンジン用ソフトとしてヒューマンが1990年4月27日に発売した『フォーメーションサッカーヒューマンカップ‘90』を第1作とするサッカーゲームシリーズ。
縦型スクロールのサッカーゲームという発売当時あまり見られないゲームスタイル。選手個々のステータスの違いなども1990年段階から組み込まれている。
当時のSFCゲームとしては珍しく、ゲーム内の看板に実在の企業広告が掲載されていた。

## シリーズ
PCE＝PCエンジン、SFC＝スーパーファミコン、PS＝プレイステーション、GBA＝ゲームボーイアドバンス
- フォーメーションサッカーヒューマンカップ‘90（PCE、1990年4月27日）
- スーパーフォーメーションサッカー（SFC、1991年12月13日）
  - 2017年10月5日に発売された『ニンテンドークラシックミニ スーパーファミコン』に収録。
  - 『スーパーファミコン Nintendo Switch Online』にて2019年9月6日から配信[1]。2025年3月28日に配信終了[2]。
- スーパーフォーメーションサッカー2（SFC、1993年6月11日）
- フォーメーションサッカー オン Jリーグ（PCE、1994年1月15日）
- スーパーフォーメーションサッカー‘94（SFC、1994年6月17日）
- スーパーフォーメーションサッカー‘94〜ワールドカップファイナルデータ〜（SFC、1994年09月22日）
- Jリーグトリメンダスサッカー‘94（PCE、1994年12月23日）
- スーパーフォーメーションサッカー‘95 della セリエA（SFC、1995年3月31日）
- フォーメーションサッカー‘95 della セリエA（PCE、1995年4月7日）
- ハイパーフォーメーションサッカー（PS、1995年10月13日）
- スーパーフォーメーションサッカー‘96（SFC、1996年3月29日）
- フォーメーションサッカー '97 〜ザー・ロード・トゥ・フランス〜（PS、1997年6月27日）
- フォーメーションサッカー '98（PS、1998年6月4日）
- フォーメーションサッカー2002（GBA、2002年5月2日、スパイクから発売）